# Konsa järv
Konsa järv (järv = See) ist ein künstlicher See zwischen den Landgemeinden Kanepi und Põlva im Kreis Põlva auf dem estnischen Festland. Durch den See fließt der Bach Porijõgi. 500 Meter vom zwei Hektar großen See entfernt liegt das Dorf Talvikese und 38,3 Kilometer entfernt liegt der 3555 km² große Peipussee (Peipsi-Pihkva järv). Der Ort Talvikese liegt in der Landgemeinde Kambja im Kreis Tartu, da die Grenze zwischen Põlva und Tartu nur 50 Meter vom See entfernt verläuft.